# 苏铁蕨
苏铁蕨（学名：Brainea insignis）为乌毛蕨科苏铁蕨属下的一个种，於香港被發現。

## 扩展阅读
- 維基物種上的相關：苏铁蕨

## 外部連結
- 蘇鐵蕨貫眾 Su Tie Jue Guan Zhong （页面存档备份，存于） 中藥標本數據庫 (香港浸會大學中醫藥學院) （繁體中文）（英文）